# Ida Benza
Ida Benza   (Pest, 9 de març de 1846 - Budapest, 10 de març de 1880) va ser una cantant d'òpera hongaresa (soprano dramàtica).

Filla del cantant d'òpera Károly Benza i d'Amália Joob, va començar els seus estudis de cant amb el seu pare i va continuar a Viena, on va ser alumna dels professors vocals més reconeguts com a Proch, Salvi, Bochkoltz-Falconi. Va debutar a Viena el 1865 amb el rol de Siebel en el Faust de Gounod. Va anar a Itàlia el 1868 i va actuar a la Scala de Milà amb Don Carlo de Verdi com a princesa d'Eboli i després amb Ruy Blas de Filippo Marchetti com a reina, amb un èxit considerable. Després va recórrer Europa. El gener de 1872, va actuar a Moscou, i després a Sant Petersburg fins al 15 de març, on va deixar el públic tan extasiat que, després d'una actuació, van acompanyar el seu trineu amb torxes pel carrer, com atrets per uns imants cap al seu apartament. El 9 de setembre de 1871 es va estrenar en el paper de Valentine de Les Huguenots de Meyerbeer); el 13 d'abril de 1872, va cantar L'Africaine, i després va signar contracte amb el Teatre Nacional de Budapest, on es va convertir en la cantant dramàtica principal. També va actuar en papers lírics i com a cantant de concerts. L'11 de març de 1873, es va casar amb l'actor Imre Nagy en l'església protestant de la plaça Kálvin de Pest. La cerimònia va ser celebrada per József Feleky, fill de l'actor Miklós Feleky i capellà del superintendent János Török. Ida Benza es va convertir a la fe protestant abans de casar-se, per unir-se al seu marit. I el darrer concert fou el 27 de març de 1873, va cantar en Le Roi de Lahore de Massenet. La seva veu és recordada així per la revista Zenészeti Lapok en el número de l'11 d'octubre de 1874: 
| « | <<Una veu compacta, voluminosa i apassionada, bella figura escènica, joc expressiu, autoconeixement, calidesa, n'hi trobem en tal mesura com en pocs artistes del món. Ida Benza és una artista d'alta qualitat que sempre es pot escoltar amb el màxim plaer perquè té el poder suprem de l'art: pot crear emoció, passió, entusiasme en la representació de la vida i de la veritat. | » |

 Lehel Ódry li va dir adéu davant el taüt, i seguidament Miklós Feleky, al cementiri.